# Kino Lípa (Olomouc)
Kino Lípa je bývalý kinosál v Olomouci v místní části Olomouc-západ mezi ulicemi Litovelská a Třída svornosti.

## Historie
V budově byla v roce 1888 otevřena vyhlášená hospoda U města Olomouce s tanečním sálem, kterou založil podnikatel Antonín Janáček. Hospoda vznikla na důležitém místě nedaleko nádraží Olomouc-město jako místo setkávání české komunity v tehdy převážně německé Olomouci. V roce 1910 budovu odkoupilo tehdy ještě samostatné město Nová ulice a přejmenovalo ji na Stadthof. V roce 1919 budovu odkoupilo město Olomouc a hospoda byla opět přejmenována na hospodu U města Prahy. První kino zde vzniklo v roce 1921 pod názvem Apollo. V roce 1948 bylo kino přejmenováno na kino Lípa. Promítání bylo ukončeno v roce 2005.

## Současnost
V roce 2016 jej odkoupila Bratrská jednota baptistů a v roce 2019 otevřela jako sborový dům a multikulturní centrum.